# Colossendeidae
Colossendeidae – rodzina kikutnic. Jedyna rodzina monotypowej nadrodziny Colossendeidoidea lub monotypowego rzędu Colossendeomorpha.
Kikutnice te pozbawione są cheliforów, a ich nogogłaszczki zbudowane są z dziewięciu członów. Ich dziesięcioczłonowe, obecne u obu płci owigery zaopatrzone są w silnie rozwinięte strigilis, pazur końcowy i szpatułkowate kolce. Pazurki boczne na propodusie nieobecne.
Rodzina ta obejmuje 6 rodzajów zgrupowanych w 2 podrodzinach:
- Colossendeinae Hoek, 1881
  - Colossendeis Jarzynsky, 1870
  - Decolopoda Eights, 1835
  - Dodecolopoda Calman et Gordon, 1933
  - Pentacolossendeis Hedgpeth, 1943
- Hedgpethiinae Pushkin, 1990
  - Hedgpethia Turpaeva, 1973
  - Rhopalorhynchus Wood-Mason, 1873